# Villa Finaly
Villa Finaly si trova a Firenze, in via Bolognese.

## Storia e descrizione
L'edificio originario appartenne fin dalla fine del Trecento ai Giugni, che la cedettero, nel 1470, ad Agnolo di Jacopo Tani. Passata attraverso la dote della figlia ad Antonio da Rabatta, venne poi ceduta, il 1º agosto 1511, a Giuliano di Niccolò Davanzati, poi di nuovo nel 1542 ad Andrea Doffi. Il suo discendente Jacopo lasciò la villa in eredità alle monache di San Girolamo delle Poverine, Santa Verdiana, San Niccolò di Cafaggio e Santa Maria di Monticelli. Le religiose alienarono subito la proprietà per spartirne i proventi, arrivando nel 1605 ai Malegonnelli. Nel 1744 passò di nuovo ai Gianfigliazzi e poi ai Corsi, finché non ne prese la proprietà, a metà del XIX secolo, il ministro inglese presso la corte toscana Lord Normanby.
L'aspetto attuale della villa risale proprio a quell'epoca, quando Giuseppe Poggi la ristrutturò. In quell'occasione venne chiusa la loggetta sul cortile interno, trasformando il cortile stesso in un vestibolo ottagonale con deambulatorio delimitato da un colonnato ionico; la copertura venne assicurata da un lucernario in vetro e ferro. Da questo centro focale, ispirato alla Rotonda degli Angeli di Brunelleschi, si aprono quattro passaggi che portano agli accessi, anteriore e posteriore, ed ai vani laterali, tra i quali spicca un salone con volta unghiata.
Oggi appartiene all'Università di Parigi, che possiede anche il folto parco di alberi secolari, ingrandito all'epoca del Poggi tramite la deviazione della via Bolognese, che anticamente costeggiava la villa. Vi è oggi annessa anche la villa dello Spedaluzzo.
L'esterno della villa è piuttosto semplice, sebbene di dimensioni notevoli, mentre l'interno è impreziosito da un apparato decorativo elegante e variegato, con grottesche, motivi geometrici e altro, il tutto in ottimo stato di conservazione grazie ai recenti restauri.

## Altre immagini

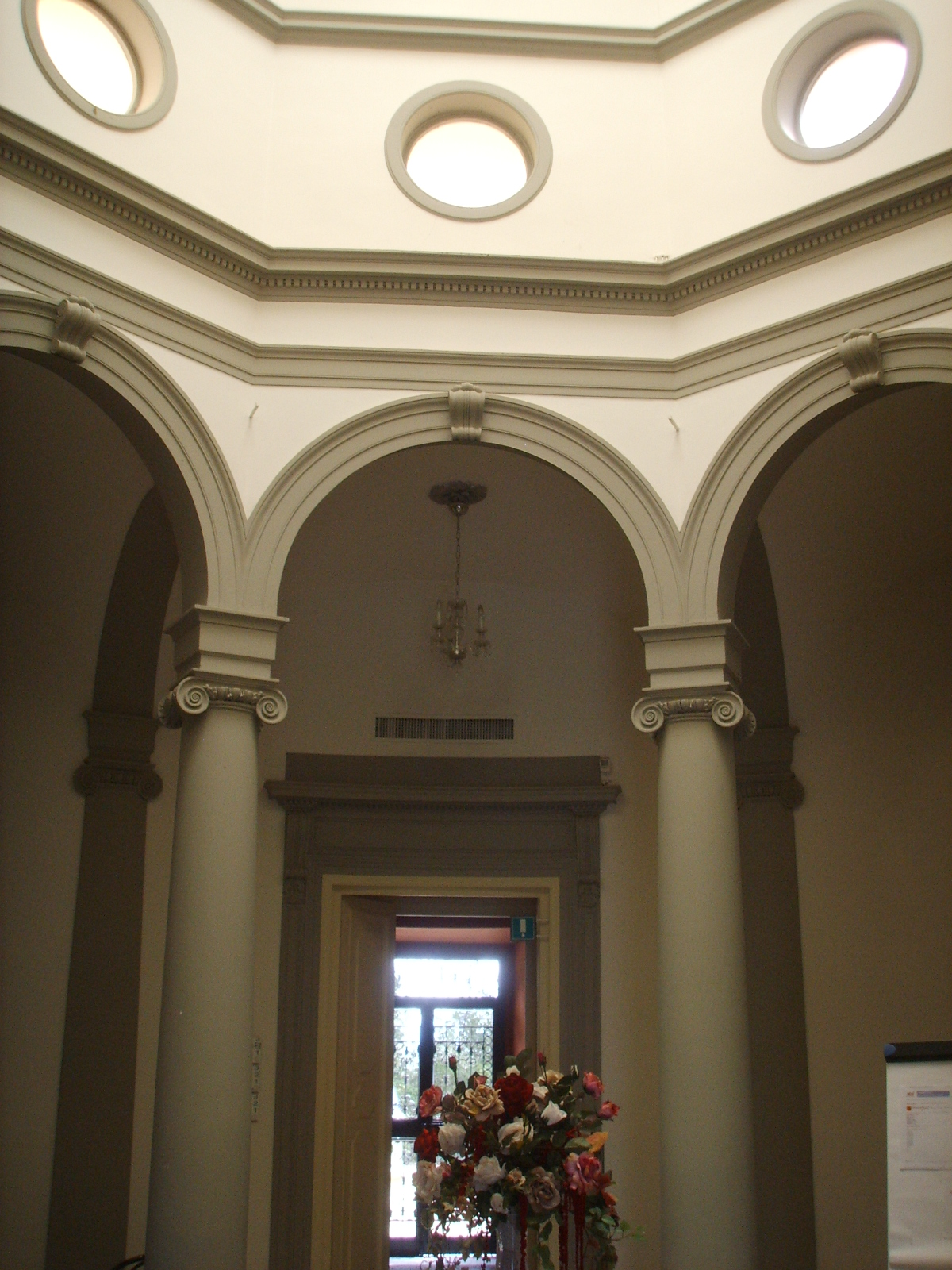
La rotonda
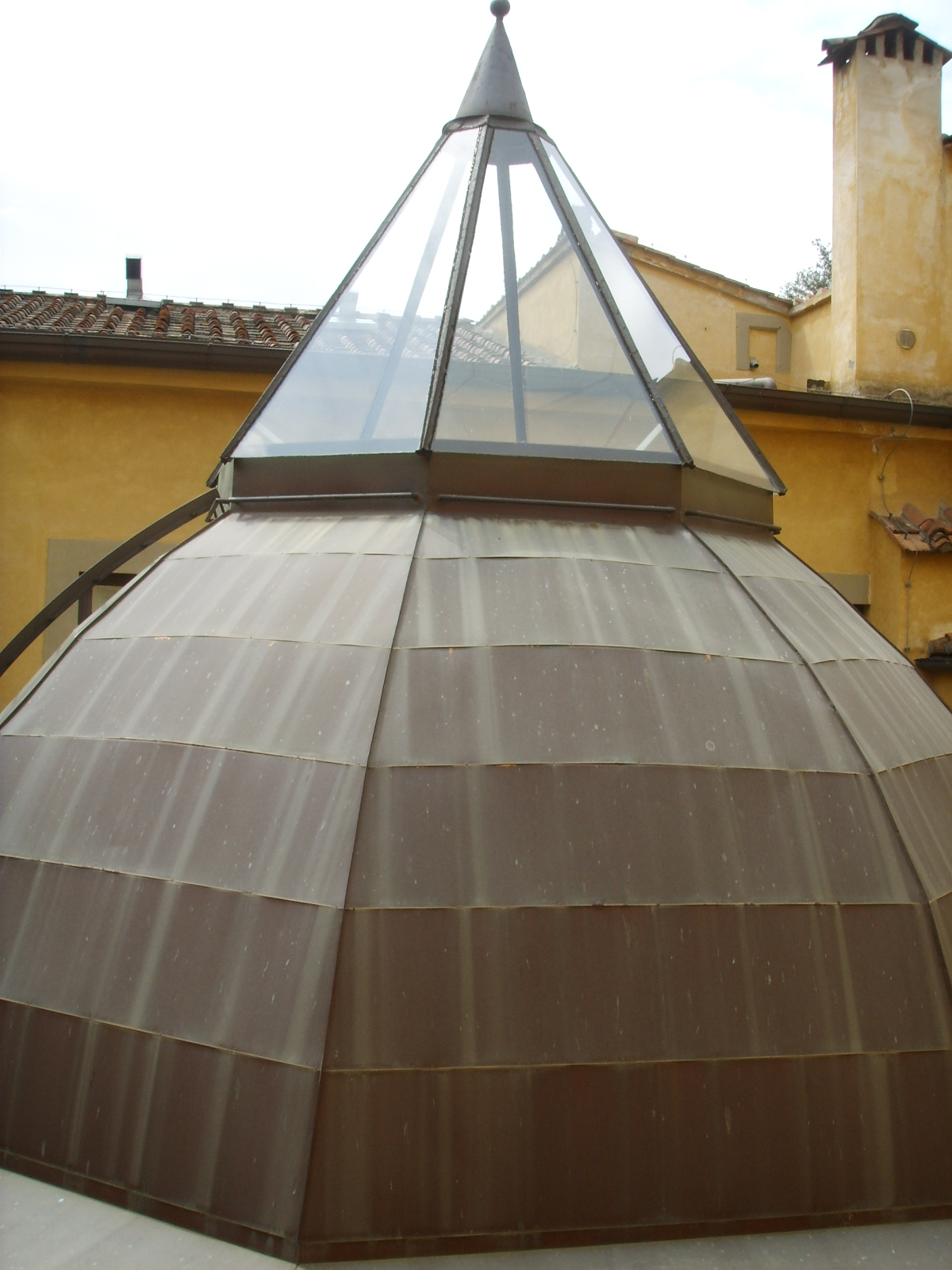
Copertura della rotonda
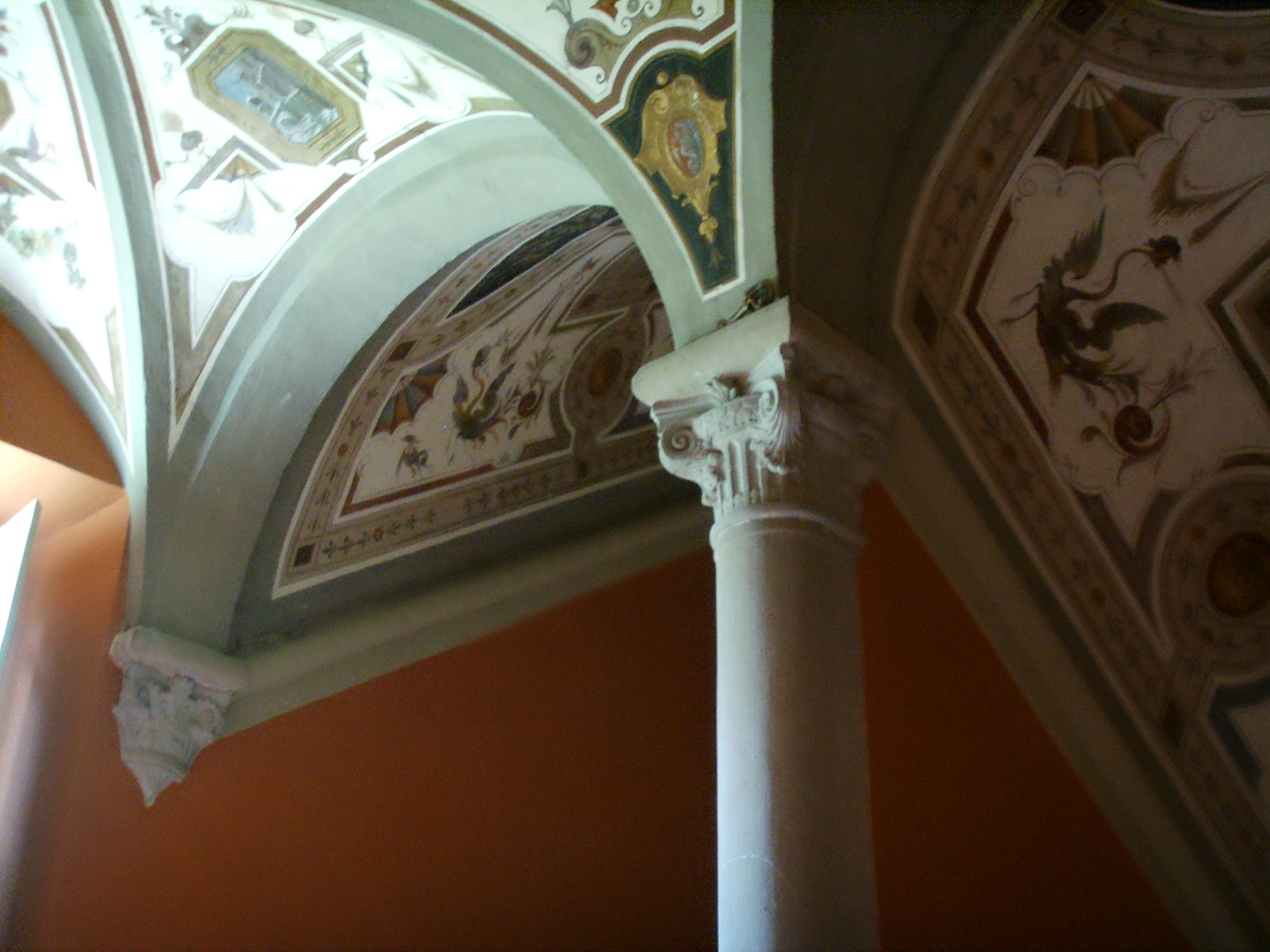
Vano scale con grottesche e colonnina
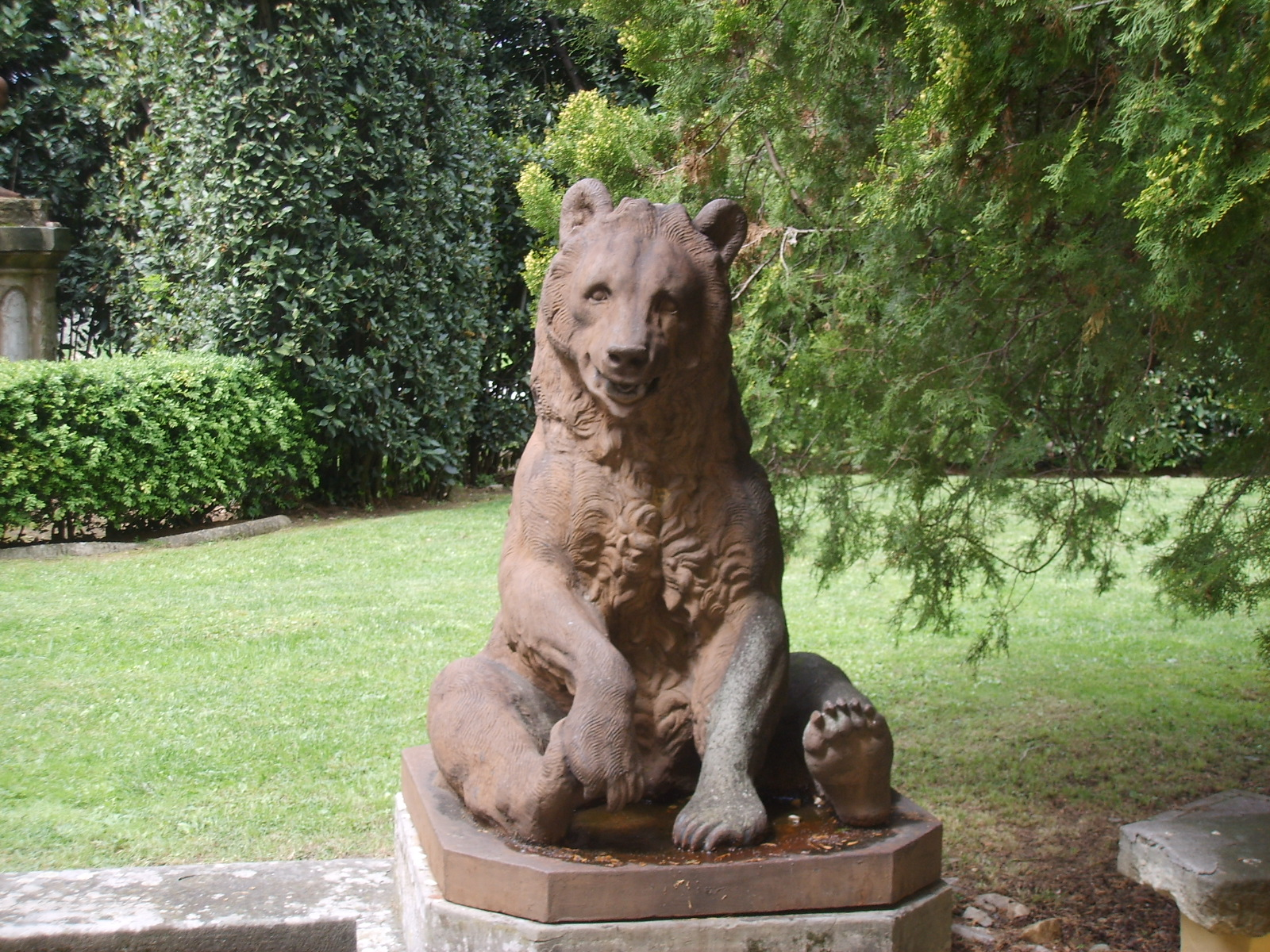
Statua di orso davanti all'entrata